# Kleiner Mann, was nun?
Kleiner Mann, was nun? ist eine Revue von Tankred Dorst nach dem Roman von Hans Fallada, die am 22. September 1972 unter der Regie von Peter Zadek im Schauspielhaus Bochum uraufgeführt wurde.

## Satirisches Revuetheater
Dorst hat die Orte Ducherow und Berlin, die Handlung aus den Jahren 1931/1932 sowie die handelnden Personen belassen, den Text auf ein aufführbares Theaterstück gekürzt sowie mit Gesang und Ballett aufgelockert. Als Lämmchen und Pinneberg von der großen weiten Welt träumen, lässt Dorst sogar eine Figur Hans Albers auftreten. In den Revue-Einlagen wird Humor als heiteres Herabblicken auf ein erbärmliches Schicksal durchgehalten. Pinneberg und Lämmchen sind arme Leute. Als Pinneberg wiederholt arbeitslos wird, ist die kleine Familie auf Arbeitslosenunterstützung angewiesen. Zudem karikiert Dorst die Zeit kurz vor 1933. Einmal treten die Revuegirls als BDM-Mädchen auf. Nichts wird unter den Teppich gekehrt: weder die jüdischen Chefs Pinnebergs noch die Jüdin Frau Nothnagel, die sich ebenso wie Lämmchen ums tägliche Brot abrackert, noch die energisch aufmarschierende SA. Manchmal reibt sich der Zuschauer die Augen. Während Lämmchen im Krankenhaus Moabit mit Murkel niederkommt, sucht Pinneberg einen Verein für Nacktkultur auf.
Pinneberg ist von Lämmchen enttäuscht. Er hatte sie sich eigentlich sanfter vorgestellt. Lämmchen lässt Pinnebergs diesbezügliches Wunschdenken nicht gelten. Sie sei nun einmal so, wie sie ist. Lämmchen sei so geworden. Seit Ende ihrer Schulzeit habe sie ins Geschäft gehen und für die Familie da sein müssen.
Beachtliche Auftritte auf Dorsts Revuebühne haben auch Nebenfiguren. Da ist Maries Traum von Willy Fritsch. Marie ist die hässliche, aber tüchtige heiratsfähige Tochter von Pinnebergs Chef Kleinholz. Als der potentielle künftige Bräutigam Pinneberg seinen Familienstand verheiratet vor Marie Kleinholz nicht mehr verheimlichen kann, droht er Marie im Verlaufe des eskalierenden Wortgefechts einen Schlag auf die „Schandschnauze“ an. Denn niemand dürfe über Lämmchen schlecht reden. Marie entpuppt sich trotz ihrer unverhohlenen Aggression als durchaus liebenswertes Fräulein, wenn sie singt:
„Unschuld breitet sich nicht aus,
Hast du Willy Fritsch im Haus.“
Bei diesem routinierten Herzensbrecher Willy Fritsch bangt sie um ihre kostbare Jungfernschaft:
„Warum ist der Willy Fritsch so schön,
Ich trau mich nicht mehr ins Bettchen zu gehn.“

## Politische Satire
Dorst nimmt die Arbeitslosigkeit in jener Zeit aufs Korn. Pinneberg gesteht den Abgeordneten im Parlament in einem offenherzigen Monolog, Lämmchen sympathisiere mit den Kommunisten.
Als die andauernde soziale Talfahrt des jungen Paares auf dem Tiefpunkt – in einer Berliner Gartenlaube kampierend – angekommen ist, resigniert Lämmchen zwar: „Wir sind nun einmal im Unglück“, doch das Stück endet in einer Apotheose. Lämmchen und Pinneberg bleiben ein Paar.

## Verfilmung
- 1973: Kleiner Mann – was nun? Fernsehfilm. Drehbuch: Tancred Dorst und Peter Zadek. Regie: Peter Zadek. Mit Hannelore Hoger, Rosel Zech und Hans Mahnke.[6]